# قط ديفون ريكس

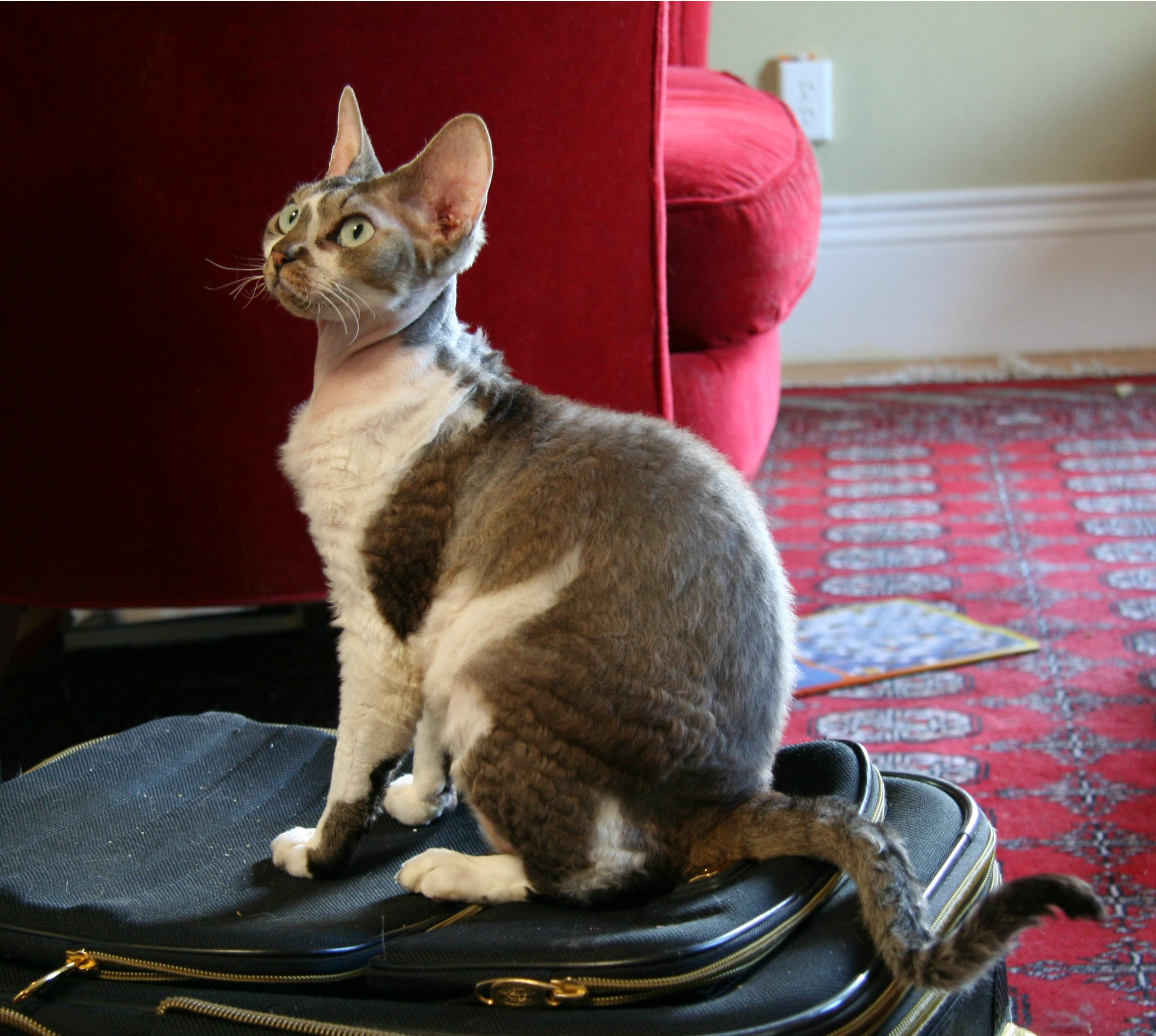

قط ديفون ريكس (بالإنجليزية: Devon Rex)‏هذا القط محبوب لفرائه المجعد، وعينيه الواسعتين. وقد استمد اسمه من مدينة ديفون، حيث أكتشف هناك في منجم للزنك.
يتصف هذا القط بفرائه المنوع التموجات، بين قصيرة إلى واسعة، وكلها تتصف بالنعومة الفائقة. وتغير الجراء شعرها في الأسبوع الثامن من عمرها، وقد يتأخر ذلك إلى الشهر الثامن أو العاشر. والأذنان مثل أذني الخفاش، ووجهه أكثر ما يجذب الانتباه.
وهو قط لطيف يقفز على الأكتاف أو ينام على الرقبة. ويُعبر عن سعادته بهز ذيله، ويحب الاستحمام على عكس أغلب القطط.